# Accords de Lancaster House
Cet article concerne un texte relatif au Zimbabwe et signé fin 1979. Pour les accords franco-britannique de défense de 2010 également appelés accords de Lancaster House, voir traités de Londres (2010).
Les accords de Lancaster House (ou Zimbabwe Act) sont un texte pré-constitutionnel portant sur l'avenir de la Rhodésie du Sud, futur Zimbabwe, signés le 21 décembre 1979 au sein de la Lancaster House, à Londres (Royaume-Uni).

## Contexte

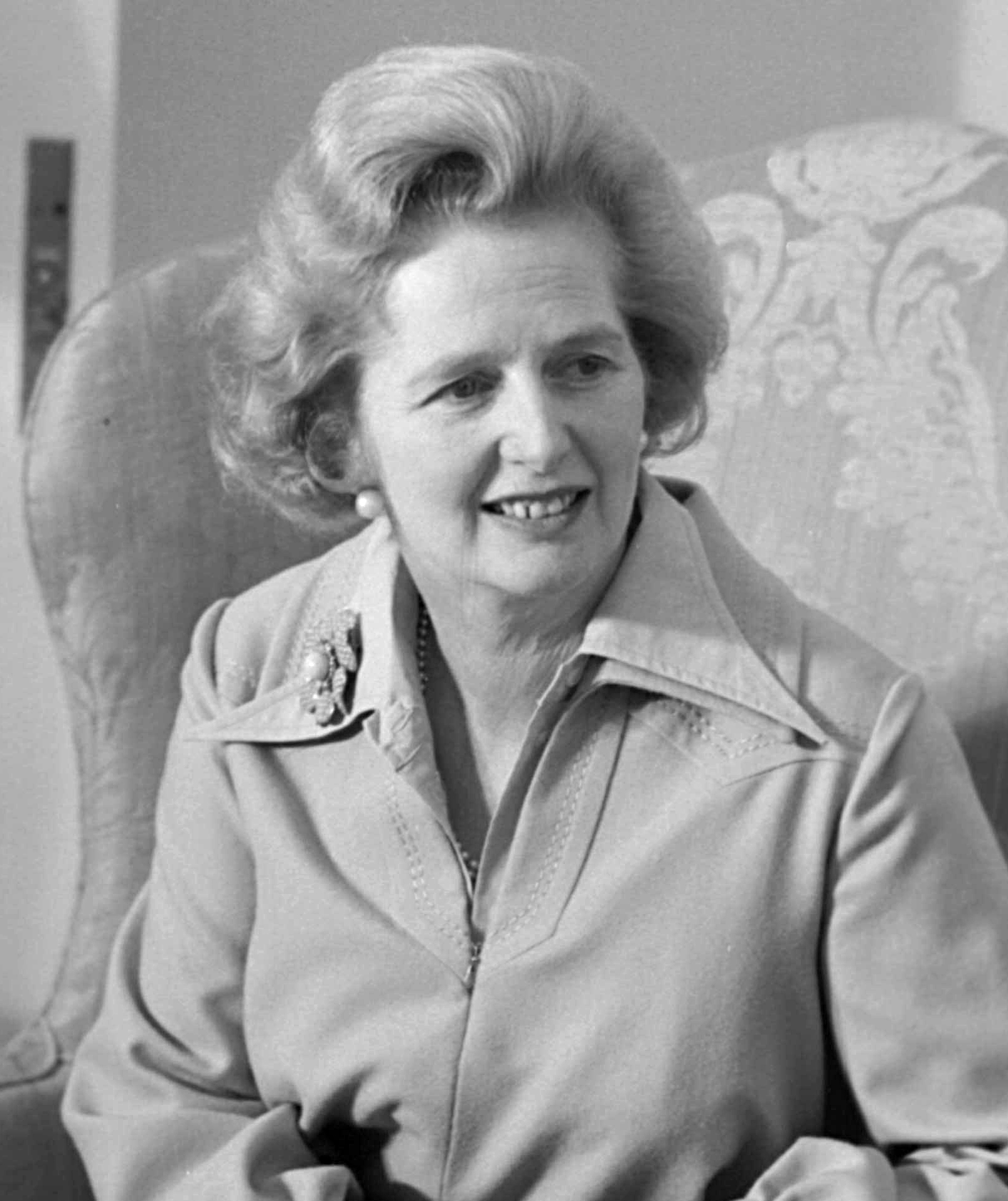
Margaret Thatcher, Premier ministre du Royaume-Uni.

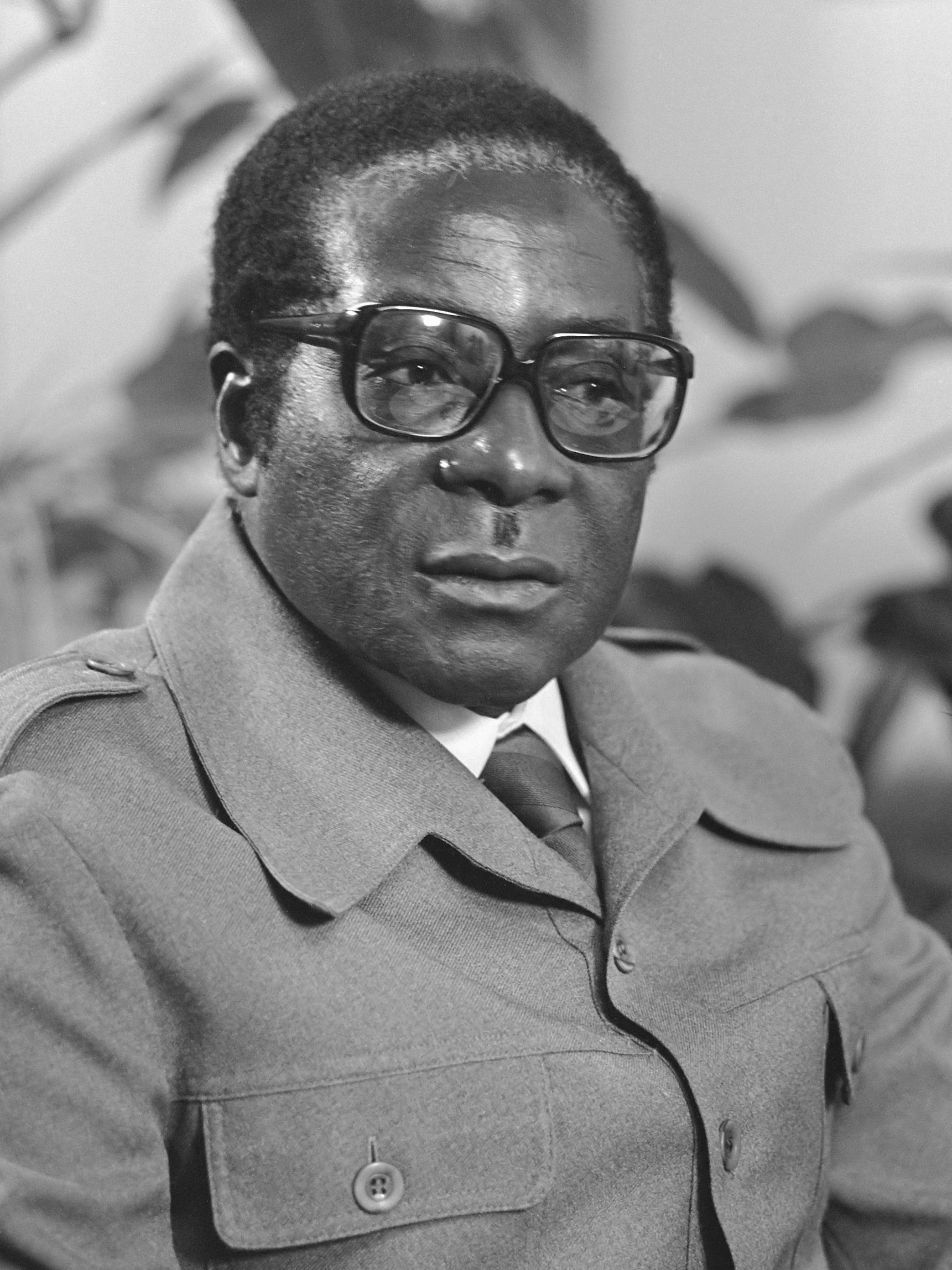
Robert Mugabe en octobre 1979.

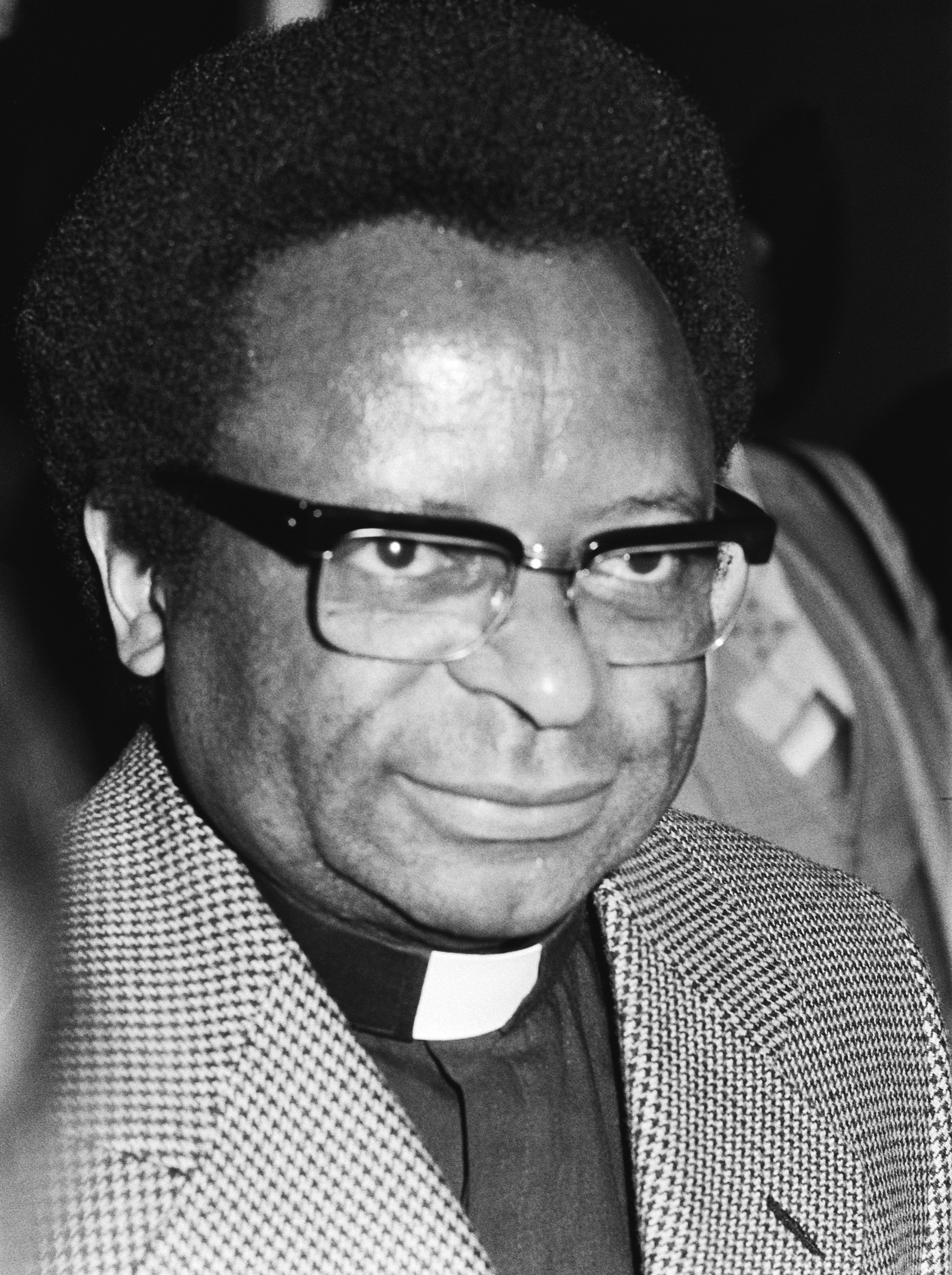
Abel Muzorewa.

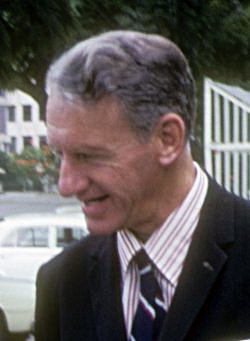
Ian Smith.

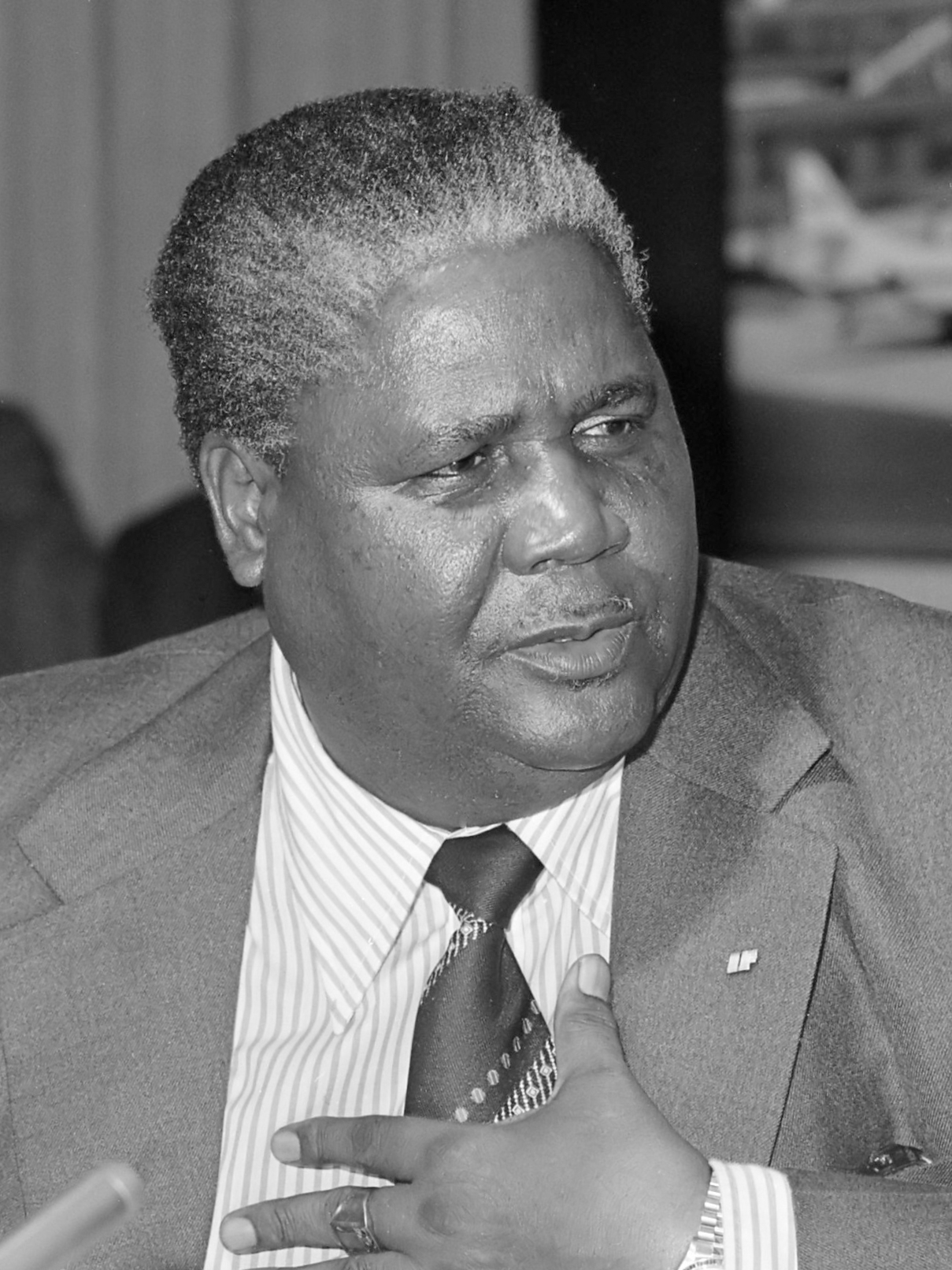
Joshua Nkomo.

En juin 1979, la colonie rebelle de Rhodésie du Sud devenait le Zimbabwe-Rhodésie, dirigé par l'évêque méthodiste Abel Muzorewa.
Le gouvernement issu d'une négociation interne entre l'ancien Premier ministre blanc Ian Smith et certains de ses opposants noirs n'avait pas été reconnu par la communauté internationale.
Lors de la conférence des chefs d’États du Commonwealth, tenue à Lusaka, en Zambie, du 1er au 7 août 1979, le nouveau Premier ministre du Royaume-Uni, Margaret Thatcher, d'abord favorable au principe de la reconnaissance du gouvernement de Muzorewa, avait finalement accepté d'organiser à Londres une conférence portant sur l'arrêt des hostilités et de nouvelles négociations constitutionnelles pour l'avenir de la Rhodésie.

## Déroulement des entretiens
La conférence constitutionnelle se déroula du 10 septembre au 17 décembre 1979.
Chaque délégation comprenait douze membres.
La délégation du Front patriotique comprenait notamment Robert Mugabe et Joshua Nkomo, les chefs des guérilleros du Front patriotique, et Josiah Tongogara, général en chef de l'Armée de libération de la nation africaine du Zimbabwe (ZANLA).
La deuxième délégation comprenait les représentants du gouvernement de Salisbury, dont l'évêque Abel Muzorewa, Premier ministre du gouvernement d'unité nationale de la Zimbabwe-Rhodésie, le révérend Ndabaningi Sithole (en), chef de la modérée l’Union nationale africaine du Zimbabwe - Ndonga (en), et l'ancien Premier ministre blanc, meneur du Front rhodésien, Ian Smith.
La troisième délégation était la représentation britannique menée par Lord Peter Carrington, secrétaire aux Affaires étrangères du gouvernement britannique et hôte de cette conférence.
Durant les premiers entretiens, la méthode des négociations séparées était adoptée afin d'éviter des heurts entre les parties rhodésiennes. La délégation britannique effectuait des négociations avec la délégation rhodésienne d'une part et avec la délégation du Front patriotique d'autre part. Il s'agissait pour Londres de pouvoir effectuer son travail de médiateur.
Chaque délégation était venue avec son propre projet constitutionnel. Ils avaient peu de points communs, hormis l'abaissement du droit de vote à 18 ans et la division du parlement en deux chambres.
Le 13 novembre, alors que les négociations s'éternisaient à cause de blocages de la part de la délégation du Front patriotique, le Parlement britannique mit la pression sur les délégués en votant une loi autorisant le gouvernement britannique à conduire par lui-même et sous son autorité seule le Zimbabwe-Rhodésie vers l'indépendance.
En raison de la menace de Lord Carrington de conclure un accord bilatéral avec la délégation de Salisbury, le Front patriotique se résigna à accepter les propositions britanniques le 15 novembre.
Ainsi, après 14 semaines de négociations, ces entretiens étaient parvenus à obtenir l'établissement d'un cessez-le-feu, le retour de la Zimbabwe-Rhodésie à un statut temporaire de colonie britannique sous la gestion d'un gouverneur britannique, l'acceptation de conditions pour la rédaction d'une constitution et de nouvelles élections démocratiques et non raciales en vue de la fondation d'une nouvelle République du Zimbabwe.
À cette fin, une armée de surveillance du cessez-le-feu du Commonwealth d'environ 1 200 hommes fut mobilisée. Elle visait notamment à contrôler la neutralité des forces aériennes rhodésiennes et à s'assurer du regroupement des 28 000 guérilleros sur 16 points de rassemblement déterminés à travers le pays.
Le 7 décembre, Lord Soames, gendre de Winston Churchill et ancien ambassadeur britannique en France, était nommé gouverneur de la Rhodésie.
Ainsi, le 12 décembre 1979, le Zimbabwe-Rhodésie se replaçait sous la tutelle britannique sous l'autorité de Lord Christopher Soames.
L'accord définitif était adopté le 19 décembre 1979.

## Les accords de Lancaster House

### Dispositions constitutionnelles
Les propositions constitutionnelles avaient été rédigées après 38 jours de négociations.
Elles prévoyaient que le chef de l’État serait élu par les membres du Parlement pour une période de six ans (reconductible une fois), qu'il serait habilité à nommer tous les ministres du cabinet, y compris le Premier ministre, les chefs des forces armées et de la police, les membres de la Cour supérieure et de la Commission de la fonction publique.
Le Parlement serait composé d'un sénat de 40 membres, qui pourrait retarder l'adoption d'une loi, ainsi que d'une Chambre d'assemblée composée de 100 membres. Pendant les sept premières années d'existence de la République du Zimbabwe, les Blancs auraient le droit de choisir 10 des 40 sénateurs (choisis par un collège électoral composé des 20 députés de race blanche) et de bénéficier d'une représentation séparée de 20 des 100 députés.
La constitution elle-même était non modifiable pendant ce laps de temps de sept années, à moins du consentement unanime des députés et des deux tiers des sénateurs.
L'organisation judiciaire comprendrait une cour suprême, une cour d'appel et une division générale.
Les élections à venir durant la période transitoire devaient avoir lieu sous la surveillance d'une commission électorale britannique aidée d'un groupe d'observateurs du Commonwealth composé d'environ 100 membres. Les modalités du choix des électeurs étaient aussi prévues.
Des garanties économiques sont accordées à la minorité blanche pour les 10 ans à venir, notamment en matière foncière. Toute expropriation et nationalisation généralisée était ainsi exclue.
Une amnistie générale était proclamée, empêchant toute poursuite en Grande-Bretagne pour des actes commis en Rhodésie entre le 11 novembre 1965 et le 12 décembre 1979.
Les accords de Lancaster House connus aussi sous le nom de Zimbabwe Act furent signées le 21 décembre 1979 par chaque délégation, en présence du Premier ministre britannique, Margaret Thatcher. Ils furent approuvés en deuxième lecture par la Chambre des communes.
Le jour même, 21 décembre 1979, le Conseil de sécurité des Nations unies décida de lever toutes les sanctions votées contre la Rhodésie.

## Application des accords
Dans les faits, le cessez-le-feu entra en vigueur le 28 décembre 1979 et fut effectif à partir du 4 janvier 1980 sous le contrôle de 1 200 hommes du contingent du Commonwealth, dont 900 soldats britanniques.
Le 6 janvier 1980, l'armée rhodésienne était autorisée à assister la police dans le maintien de l'ordre. Cette disposition contraire aux accords de Lancaster House avait été rendue nécessaire par la persistance de l'insécurité et du développement du banditisme (52 morts en neuf jours). Pour Fidel Castro, le représentant de Cuba et allié de Robert Mugabe, le comportement britannique était une violation pure et simple des accords de Lancaster House.
À partir du 21 janvier 1980, quelque 240 000 réfugiés dans les pays limitrophes commencèrent à rentrer en Rhodésie alors que 18 500 guérilleros rejoignirent les points de ralliement prévus.
En février, Lord Soames ordonna la mobilisation de 40 000 réservistes blancs au sein de l'armée et de la police.
La campagne électorale limitée à six semaines fut traversée d'actes de violence. Le ZANU-PF mena une campagne d'intimidations, de violences, de tortures et de meurtres, et déclara ouvertement qu'il plongerait le pays dans une nouvelle guerre civile s'il ne remportait pas le scrutin. Robert Mugabe fut par ailleurs l'objet de deux tentatives d'assassinat[réf. nécessaire].
Les élections eurent lieu le 14 février 1980 pour les 20 sièges réservés à la population blanche et du 27 au 29 février pour les 80 sièges réservés aux Noirs. Le Front rhodésien de Ian Smith remporta les 20 sièges réservés aux Blancs.
Le président de Tanzanie, Julius Nyerere, dans l'attente du résultat définitif des élections, annonça qu'il ne reconnaitrait qu'un gouvernement issu du Front patriotique et en aucun cas issu du Zimbabwe-Rhodésie.
Finalement, le ZANU-Front patriotique de Robert Mugabe remporta l'élection du collège électoral noir avec 57 sièges, reléguant loin derrière ses rivaux Joshua Nkomo, de la ZAPU (20 sièges), et Abel Muzorewa, de l'UANC (3 sièges).
Le 4 mars 1980, Robert Mugabe fut désigné Premier ministre par Lord Soames. Mugabe constitua un gouvernement de « front national », y compris deux anciens ministres des gouvernements de Ian Smith, alors que M.J. Fieldsen, juge (blanc) à la Cour de justice de Rhodésie, était nommé premier président de la Haute Cour de justice du Zimbabwe.
La loi martiale fut levée le 21 mars 1980 et l'amnistie proclamée pour tous les crimes de sang commis avant le 1er mars 1980.
L'indépendance du Zimbabwe fut proclamée le 18 avril 1980.
Le pays rejoignit l'ONU et le Commonwealth, et le 5 septembre 1980, le Zimbabwe rompit ses relations diplomatiques avec l'Afrique du Sud tout en maintenant des liens économiques et commerciaux.